# Francis Spellman

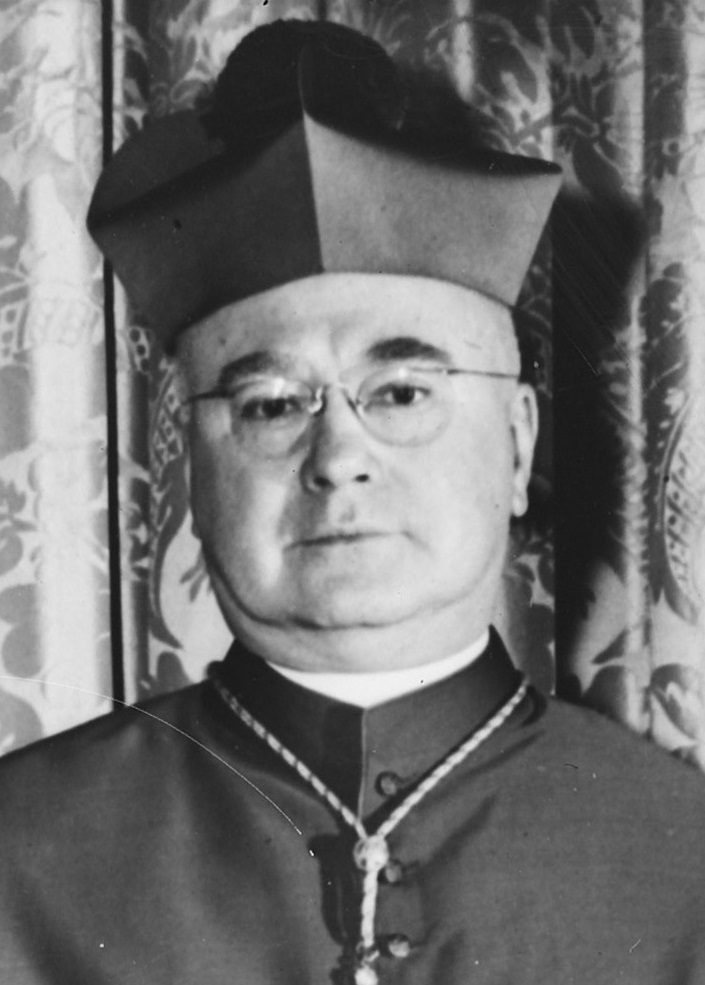
Francis Kardinal Spellman

Kardinalswappen

Francis Joseph Kardinal Spellman (* 4. Mai 1889 in Whitman, Plymouth County, Massachusetts; † 2. Dezember 1967 in New York) war ein US-amerikanischer Geistlicher der römisch-katholischen Kirche und Erzbischof von New York.

## Leben
Er wurde als Frank Spellman im US-Bundesstaat Massachusetts geboren und verbrachte nach Angaben seines Biographen Robert I. Gannon eine typisch amerikanische Kindheit, zu der auch das Baseballspiel an der Schule gehörte. Sein Vater William Spellman (1858–1957), dessen Eltern aus Irland eingewandert waren, arbeitete zunächst als Schuhmacher und eröffnete später einen Lebensmittelladen. Die Familie hatte fünf Kinder, von denen Frank das älteste war. Er diente als Ministrant in der örtlichen Heilig-Geist-Kirche. Von 1907 bis 1911 besuchte er die private Fordham University in New York. Nach seinem Entschluss, Priester zu werden, studierte er in Rom Katholische Theologie und wurde am 14. Mai 1916 zum Priester geweiht. Die folgenden neun Jahre verbrachte er im Erzbistum Boston.
1925 wurde er zum ersten amerikanischen Attaché des Vatikanischen Staatssekretariats ernannt. In diesem Amt machte er enge Bekanntschaft mit Kardinal Eugenio Pacelli, dem späteren Papst Pius XII., den er auf einer Deutschlandreise 1927 begleitete; daraus entstand eine lebenslange Freundschaft. Am 30. Juli 1932 wurde er von Pius XI. zum Titularbischof von Sila und Weihbischof im Erzbistum Boston ernannt, am 8. September 1932 spendete ihm Kardinal Pacelli die Bischofsweihe; Mitkonsekratoren waren Kurienerzbischof Giuseppe Pizzardo und der Apostolische Nuntius in Italien, Erzbischof Francesco Borgongini Duca.
Kurz nach seiner Wahl zum Papst ernannte ihn Pius XII. am 15. April 1939 zum Erzbischof von New York und am 11. Dezember 1939 zum Militärerzbischof der USA. Am 11. Dezember 1939 wurde er als Apostolischer Vikar zuständig für die römisch-katholischen Mitglieder der US-Streitkräfte. Am 18. Februar 1946 wurde Spellman als Kardinalpriester mit der Titelkirche Santi Giovanni e Paolo in das Kardinalskollegium aufgenommen. Er war Großprior von Amerika des Malteserordens.
Er starb mit 78 Jahren. Sein Grab liegt in der Krypta der St.-Patrick-Kathedrale in New York. Mit 28 Jahren im Amt war er der Erzbischof von New York mit der bisher längsten Amtszeit.

## Wirken
Spellman arrangierte und organisierte den Besuch Kardinal Pacellis in den Vereinigten Staaten im Jahre 1936, darunter ein Treffen zwischen dem Kardinal und Präsident Franklin D. Roosevelt.
Durch seine Karriere wurde Spellman auch ein enger Vertrauter von Präsident Roosevelt. Während des Zweiten Weltkrieges besuchte er 1943 im Auftrage von Roosevelt insgesamt 16 Länder in Europa, Afrika und dem Nahen Osten innerhalb von vier Monaten. Nach 1945 war er ein glühender Meinungsführer der Rechten und Konservativen in den USA. Er unterstützte Joseph McCarthy und war ein wegweisender Befürworter des Vietnamkrieges, weshalb er vor allem von der weltweiten Friedensbewegung kritisiert wurde. Außerdem trat er einem gewerkschaftlichen Zusammenschluss unter den Mitarbeitern der Kirche entgegen und kritisierte die sexuelle Offenheit im amerikanischen Mainstream-Kino.
1960 unterstützte Spellman den Republikaner Richard Nixon in den Präsidentschaftswahlen, obwohl dessen demokratischer Gegenkandidat John F. Kennedy katholisch war. Grund war der Widerstand der Kennedys gegen staatliche Hilfe für kirchliche Schulen sowie gegen die Ernennung eines US-Botschafters beim Heiligen Stuhl. Seine Unterstützung für Nixon beendete eine lange Partnerschaft mit dem Vater John F. Kennedys, Joseph P. Kennedy.
Innerhalb der Kirche wandte er sich gegen die Liberalisierungen des Zweiten Vatikanischen Konzils (1962–1965). Zu den Reformen, die er bekämpfte, gehörte die Einführung der Rezitation der Messe in anderen Sprachen als Latein (Volkssprachen-Messe). Laut seinem Biografen John Cooney sah Kardinal Spellman Latein als „wahre katholische Sprache“ an, die „unveränderbar“ sei. Spellman gehörte während des Zweiten Vatikanischen Konzils der Koordinierungskommission an.

## Ehrungen
- 1949: Großoffizier des Ordens des Sterns der Italienischen Solidarität
- 1955: Großkreuz des Verdienstordens der Italienischen Republik